# When Tomorrow Comes
When Tomorrow Comes är en låt av den brittiska duon Eurythmics. Den släpptes i juni 1986 som den första singeln från albumet Revenge. Singeln nådde plats 30 på UK Singles Chart, medan den intog plats 4 på Sverigetopplistan.

## Låtlista

### Vinylsingel
- A: "When Tomorrow Comes" (Album Version) – 4:29
- B: "Take Your Pain Away" (Album Version) – 4:34

### Maxisingel
- A: "When Tomorrow Comes" (Extended Version) – 6:37
- B1: "Take Your Pain Away" (Album Version) – 4:34
- B2: "When Tomorrow Comes" (Orchestral Version) – 4:28